# Даза
Даза е полуномадски народ, обитаващ пустинята Сахара, населяват предимно източната част на Нигер и северната, южна част на Чад. В Нигер населяват предимно района около град Дифа. В Чад са мнозинството от населението на регион Борку-Енеди-Тибести (55,96 %).
| Портал | Портал „Африка“ съдържа още много статии, свързани с Африка. Можете да се включите към Уикипроект „Африка“. |